# Hvis det er fakta så benægter a fakta
Hvis det er Fakta, saa benægter a Fakta er ifølge bogen "Bevingede ord" fra 1963 et citat af folketingsmedlem Søren Kjær (1827-1893) i en debat i det 19. århundrede.
Oprindelig var udtrykket ment som en afvisning af påstande, der intet bevis var for.[kilde mangler] Replikken er angivet som letsindig omgang med fremmedord.[kilde mangler] Senere er citatet blevet anvendt til at angive en debat-modstanders påståelige ignorans af de faktiske forhold.[kilde mangler]
Brugen af citatet er tilsyneladende skiftet, men citatet har også flere oprindelseshistorier.
Den første[kilde mangler] – fejlagtige[kilde mangler] – oprindelseshistorie gjorde folketingsmand Jens Busk (1848-1908) til ophavsmand i et replikskifte.
Imidlertid melder bogen "Bevingede ord" fra 1963, at Marcus Wesenberg flere gange har sagt, at æren tilhører daværende jyske folketingsmedlem Søren Kjær (1827-1893) i en debat med den konservative Carl Steen Andersen Bille (1828-1898). Ifølge denne bog kom Bille under debatten med en påstand, som Kjær afviste med ordene "Det benægter a!", hvortil Bille svarede "Det ærede Medlem kan da ikke benægte Fakta?". For ikke at fremstå som en afviser af sandheder, men samtidig at markere, at Bille ikke beviste sin påstand,[kilde mangler] svarede Kjær så de berømte ord: "Jo, hvis dét skal kaldes Fakta, saa benægter a Fakta!".
Citatet er – fejlagtigt,[kilde mangler] men ofte[kilde mangler] – blevet tillagt Knud Kristensen, der var Danmarks statsminister kort efter 2. verdenskrig (han havde posten i tidsrummet 7. november 1945 til 13. november 1947). Efter krigen var der flere røster, som talte for at genindlemme dele af Sydslesvig i det danske rige. Knud Kristensen havde store problemer med at repræsentere både regeringens og sin egen holdning til Sydslesvig-problematikken på én og samme tid. I en folketingsdebat 1945 sagde han: "Hvis det er fakta, så benægter a fakta".[kilde mangler]

## Eksterne referencer
1. 1 2  Vogel-Jørgensen, Torkild, red. (1963). Bevingede Ord. Gads Forlag.